# Albert Dovecar
Albert Dovecar (* 19. Juli 1937 in Tužno; † 7. Juni 1962 im Fort du Trou d’Enfer bei Marly-le-Roi) war ein französischer Unteroffizier kroatischer Herkunft und Terrorist in der OAS. Er wurde für seine Beteiligung an der Ermordung des französischen Polizisten Roger Gavoury in Algier vor einem französischen Gericht zum Tode verurteilt und hingerichtet.

## Biographie
Dovecar wurde im kroatischen Tužno geboren.  Er trat am 5. April 1957 in die französische Fremdenlegion ein. Er trug sich dort in Marseille unter dem Namen „Paul Dodevart“ ein und behauptete, am 20. Februar 1938 in Wien geboren zu sein. Er absolvierte seine Grundausbildung in Mascara, Algerien. Dann wurde er dem 1. Fallschirmjägerregiment der Fremdenlegion zugeteilt. Als er am 16. Juni 1960 zum Sergeant ernannt wurde, nahm er wieder seinen alten Namen an. Er nahm am Algerienkrieg teil und wurde dreimal ausgezeichnet und einmal im Kampf verwundet. Er nahm am Algierputsch 1961 teil und trat am  27. April 1961 der illegalen terroristischen Organisation armée secrète (OAS) bei.
Innerhalb der OAS wurde Dovecar Leiter eines Commando Delta, einer Terroreinheit, unter dem Befehl von Leutnant Roger Degueldre. Dovecar und Claude Piegts ermordeten Kommissar Roger Gavoury am 31. Mai 1961 im Auftrag der OAS. Am 11. Oktober wurde Dovecar zusammen mit fünf Komplizen in Algier verhaftet.
Er wurde unter anderem wegen Mordes zum Tode verurteilt und am 7. Juni 1962 im Fort du Trou d’Enfer bei Marly-le-Roi, zusammen mit Claude Piegts erschossen.
Insgesamt wurden 3680 Personen wegen Mitgliedschaft in der OAS bzw. in diesem Zusammenhang begangenen Straftaten verurteilt, 41 wegen Kapitaldelikten. Von diesen 41 wurden allerdings nur vier hingerichtet: Jean-Marie Bastien-Thiry, Degueldre, Piegts und Dovecar.